# Västra terminalen 2
Västra terminalen 2 (finska: Länsiterminaali 2), T2, är en terminal i Helsingfors för hantering av reguljär passagerartrafik till och från Tallinn i Estland. Västra terminalen 2 ligger på Stillahavsgatan 14 på Busholmen i Västra hamnen, längst ut mot havet, en kort sträcka efter Västra terminalen 1 på Stillahavsgatan 8. 
Rederierna Tallink Silja med färjorna M/S MyStar samt M/S Megastar och Eckerö Line med färjan M/S Finlandia, som använder Västra terminalen 2 har servicekontor i terminalbyggnaden. I terminalen finns också bland annat biljettautomater för biljetter för Helsingfors lokaltrafik, uttagsautomat, restaurang och kafé.

## Byggnaden
Västra terminalen 2, vars area är 12.800 m2, har ritats av den finländska arkitektbyrån PES-arkitekter Ab, med Tuomas Silvennoinen som huvudansvarig arkitekt. Den blev klar i februari 2017, tidigare än planerat. Byggnadens vann priset Årets stålkonstruktion 2017. Byggnaden vann också priset "Årets belysningsobjekt" (finska: Vuoden valaistuskohde) 2017, i kategorin inomhusbelysning.
Gångsträckorna för passagerare utan bil har minimerats för att möjliggöra en så snabb förflyttning som möjligt av stora mängder passagerare vid iland- och ombordstigning. Behovet av en effektivare hantering av passagerare utan bil uppstod i och med att Tallink började trafikera rutten mellan Helsingfors och Tallinn med en större färja, med högst en timmes vändtid i Västra hamnen. Byggnadens exteriör är av glas, aluminium, stål och betong.
Projektkostnaden var budgeterad till 90 miljoner euro, men blev istället 85 miljoner euro.

## Lokaltrafik till/från terminalen — exempel
- Helsingfors järnvägsstation, spårvagnarna 7. Avstånd 3,6 kilometer.
- Kampens metrostation och Kampens bussterminal, spårvagn 7 till Kampens torg. Avstånd 2,5 kilometer.
- Helsingfors-Vanda flygplats, spårvagn 7 till Helsingfors järnvägsstation, därifrån vidare med buss 615/615T eller närtåg I eller P. Alternativt flygbuss från Elielplatsen, som ligger vid järnvägsstationen. Avstånd 23,9 kilometer.